# NGC 2224
NGC 2224 ist ein Asterismus im Sternbild Gemini.
Das Objekt wurde am 24. Dezember 1786 vom britischen Astronomen Wilhelm Herschel entdeckt.